# Nekrolog 1414
Nekrolog
◄◄
| ◄
| 1410
| 1411
| 1412
| 1413
| 1414 | 1415 | 1416 | 1417 | 1418 | ► | ►►
Weitere Ereignisse | Allgemeiner Nekrolog 1414
Die Beschreibung der verstorbenen Person sollte so kurz wie möglich gehalten sein und nur deren signifikante Tätigkeit(en) enthalten.
Neue Namen ggf. auch unter dem Geburts- und Sterbedatum, also etwa unter 1. Januar und im Geburts- und Sterbejahr (2024) eintragen (nur bei entsprechender großer Wichtigkeit). Für Beispiele siehe die schon vorhandenen Artikel.
Außerdem über die fünf zuletzt Verstorbenen, zu denen es einen ausreichend guten Artikel für eine Präsentation auf der Hauptseite gibt, nach der todesbedingten Überarbeitung der Artikel ggf. auch unter Wikipedia Diskussion:Hauptseite informieren und sie am besten auch in den anderen Wikipedia-Sprachversionen eintragen. Tipp: Regelmäßig bei news.google.de nach „ist tot“, „gestorben“ oder „verstorben“ suchen.
Wenn eine Person gestorben ist, gibt es viele Seiten zu dieser Person in der Wikipedia, die davon auch betroffen sind und entsprechend aktualisiert werden müssen. Beispiele: Namenübersichtsseite, Geburtsjahr, Geburtsort-Seiten und viele mehr.
Wie finde ich die betroffenen Seiten?
Im Suchfeld auf der linken Seite gibt man den Suchbegriff so ein: „Vorname Nachname“. Dann klickt man auf Volltext und alle Seiten mit entsprechendem Suchtext werden aufgerufen. Hier sieht man dann schnell, wo auch das Todesjahr Sinn macht oder sogar ein Teil des Artikels angepasst werden muss. Auch hilft das „Werkzeug“ auf der linken Seite sehr gut, um solche Seiten aufzufinden: „Links auf diese Seite“. Somit ist die Wikipedia wieder aktuell in allen Bereichen! Hinweis: bei Eintragung der Kategorie „Gestorben JAHR“ wird der Missbrauchsfilter 49 ausgelöst, was jedoch nicht schlimm ist. Siehe: Spezial:Missbrauchsfilter/49
Dies ist eine Liste von im Jahr 1414 verstorbenen bekannten Persönlichkeiten. Die Einträge erfolgen innerhalb der einzelnen Daten alphabetisch sortiert. Tiere sind im Nekrolog für Tiere zu finden.

## Januar
| Tag       | Name               | Beruf, bekannt als        | Alter | Beleg |
| --------- | ------------------ | ------------------------- | ----- | ----- |
| 7. Januar | Hildebrand Zollner | deutscher Benediktinerabt |       |       |

## Februar
| Tag         | Name           | Beruf, bekannt als                                                     | Alter | Beleg |
| ----------- | -------------- | ---------------------------------------------------------------------- | ----- | ----- |
| 19. Februar | Thomas Arundel | Bischof von Ely, Erzbischof von Canterbury und York, sowie Lordkanzler |       |       |

## März
| Tag      | Name                    | Beruf, bekannt als                               | Alter | Beleg |
| -------- | ----------------------- | ------------------------------------------------ | ----- | ----- |
| 1. März  | Viridis Visconti        | Herzogin von Mailand und Herzogin von Österreich |       |       |
| 3. März  | Jakob Zibol             | Schweizer Kaufmann, Politiker und Klostergründer |       |       |
| 4. März  | Peter Buckton           | englischer Politiker und Ritter                  |       |       |
| 24. März | Arnaud de Corbie        | Berater der Könige Karl V. und Karl VI.          |       |       |
| März     | Johanna Maria de Maillé | französische Heilige                             | 82    |       |

## April
| Tag       | Name                          | Beruf, bekannt als                                           | Alter | Beleg |
| --------- | ----------------------------- | ------------------------------------------------------------ | ----- | ----- |
| 9. April  | Friedrich III. von Saarwerden | Erzbischof von Köln (1370–1414)                              |       |       |
| 12. April | Johann IV.                    | Graf von Sponheim (1398–1413)                                |       |       |
| 12. April | Conrad Mendel der Ältere      | Nürnberger Kaufmann, Ratsherr und Senator, Stifter und Mäzen |       |       |

## Juni
| Tag      | Name                          | Beruf, bekannt als                                                             | Alter | Beleg |
| -------- | ----------------------------- | ------------------------------------------------------------------------------ | ----- | ----- |
| 21. Juni | Herbord Schene                | Bremer Kanoniker und Chronist                                                  |       |       |
| Juni     | Amé I. de Sarrebruck-Commercy | Gouverneur von Champagne und Brie sowie Seigneur du „Château-Haut“ in Commercy |       |       |

## August
| Tag        | Name       | Beruf, bekannt als                                                | Alter | Beleg |
| ---------- | ---------- | ----------------------------------------------------------------- | ----- | ----- |
| 6. August  | Ladislaus  | König von Neapel und Titularkönig von Jerusalem, Fürst von Tarent | 38    |       |
| 30. August | Simon III. | Graf von Vianden und der vorderen Grafschaft Sponheim             |       |       |

## September
| Tag           | Name                            | Beruf, bekannt als                     | Alter | Beleg |
| ------------- | ------------------------------- | -------------------------------------- | ----- | ----- |
| 1. September  | William de Ros, 6. Baron de Ros | englischer Adeliger und Lord Treasurer |       |       |
| 12. September | Friedrich von Perneck           | Bischof von Seckau                     |       |       |

## Oktober
| Tag        | Name                                     | Beruf, bekannt als | Alter | Beleg |
| ---------- | ---------------------------------------- | ------------------ | ----- | ----- |
| 7. Oktober | Richard le Despenser, 4. Baron Burghersh | englischer Adliger | 17    |       |

## Dezember
| Tag          | Name        | Beruf, bekannt als    | Alter | Beleg |
| ------------ | ----------- | --------------------- | ----- | ----- |
| 17. Dezember | Johann VII. | Herr zu Werle-Güstrow |       |       |

## Datum unbekannt
| Tag | Name                         | Beruf, bekannt als                                                                          | Alter | Beleg |
| --- | ---------------------------- | ------------------------------------------------------------------------------------------- | ----- | ----- |
|     | Dietrich von Gemmingen       | Stammvater der Gemminger Linien Steinegg und Gemmingen mit Besitz in Kraichgau und Zabergäu |       |       |
|     | Hinrich Kröpelin             | Ratsherr der Hansestadt Lübeck                                                              |       |       |
|     | Johannes Mulberg             | Dominikanerbruder und Ordensreformator                                                      |       |       |
|     | Thomas Perzeval              | Ratsherr der Hansestadt Lübeck                                                              |       |       |
|     | Stanislaus von Znaim         | böhmischer Theologe und Philosoph, Rektor der Karlsuniversität                              |       |       |
|     | Stibor zo Stiboríc a Beckova | Adliger und Heerführer                                                                      |       |       |
|     | Johannes von Tepl            | böhmischer Autor                                                                            |       |       |
|     | Tewodros I.                  | Negus Negest (Kaiser) von Äthiopien                                                         |       |       |
|     | Odo von Thoire und Villars   | Graf von Genf                                                                               |       |       |
|     | Yagtön Sanggye Pel           | Geistlicher der Sakya-Schule des tibetischen Buddhismus                                     |       |       |
|     | Jan Zyndram von Maszkowic    | polnischer Ritter und königlicher Feldherr                                                  |       |       |